# Badumna javana
Badumna javana är en spindelart som först beskrevs av Embrik Strand 1907.  Badumna javana ingår i släktet Badumna och familjen Desidae. Inga underarter finns listade.